# Sendim e Atenor
Sendim e Atenor (Em Mirandês: Sendin i Atanor) (oficialmente: União das Freguesias de Sendim e Atenor, Ounion de las Fraguesies de Sendin i Atanor em Mirandês) é uma freguesia portuguesa do município de Miranda do Douro, com 58,93 km² de área e 1240 habitantes (censo de 2021). A sua densidade populacional é 21 hab./km².
Para além de Sendim e Atenor a União de Freguesias é composta por mais uma aldeia da antiga freguesia de Atenor (Teixeira).

## História
Foi criada aquando da reorganização administrativa de 2012/2013,  resultando da agregação das antigas freguesias de Sendim e Atenor.

## Demografia
A população registada nos censos foi:
| Distribuição da População por Grupos Etários | Distribuição da População por Grupos Etários | Distribuição da População por Grupos Etários | Distribuição da População por Grupos Etários | Distribuição da População por Grupos Etários | Distribuição da População por Grupos Etários |
| -------------------------------------------- | -------------------------------------------- | -------------------------------------------- | -------------------------------------------- | -------------------------------------------- | -------------------------------------------- |
| Antes da agregação                           |                                              |                                              |                                              |                                              |                                              |
| Ano                                          | 0-14 anos                                    | 15-24 anos                                   | 25-64 anos                                   | >= 65 anos                                   | Total                                        |
| 2001                                         | 206                                          | 245                                          | 807                                          | 346                                          | 1604                                         |
| 2011                                         | 161                                          | 146                                          | 751                                          | 429                                          | 1487                                         |
| Após a agregação                             |                                              |                                              |                                              |                                              |                                              |
| Ano                                          | 0-14 anos                                    | 15-24 anos                                   | 25-64 anos                                   | >= 65 anos                                   | Total                                        |
| 2021                                         | 135                                          | 94                                           | 585                                          | 426                                          | 1240                                         |